# Área de conservación privada Bosque Urum
La Área de conservación privada Bosque Urum o también llamado Bosque Urum, es un área natural protegida ubicada en el distrito de Chongoyape, provincia de Chiclayo, en el departamento de Lambayeque, Perú. Fue reconocida oficialmente el 19 de febrero de 2021 por el Ministerio del Ambiente (MINAM) como un Área de Conservación Privada (ACP) a perpetuidad, destacando por su importante contribución a la protección del ecosistema de bosque seco ecuatorial en la región.

## Características y Reconocimiento
El Bosque Urum abarca una extensión de 705.9514 hectáreas de predio privado. Su reconocimiento como Área de Conservación Privada a perpetuidad se oficializó mediante la Resolución Presidencial N° 088-2021-MINAM, emitida por el MINAM. Este logro representa un modelo de gestión en el que la conservación de la biodiversidad es impulsada por la iniciativa privada, siendo EWS TINAJONES S.A.C la empresa propietaria que ha asumido el compromiso de proteger este ecosistema. El Bosque Urum es la tercera ACP en Perú impulsada por una empresa privada, así como la tercera de este tipo en la región Lambayeque.

## Biodiversidad
Este espacio protegido resguarda un valioso remanente de bosque seco ecuatorial, ecosistema característico de la costa norte del Perú, conocido por su alta diversidad biológica y endemismo. La conservación del Bosque Urum contribuye a la protección de especies de flora y fauna adaptadas a estas condiciones áridas, y es fundamental para mantener la conectividad ecológica en la región de Lambayeque.

## Importancia
El reconocimiento del Bosque Urum como ACP es un hito importante para la conservación en Lambayeque, fortaleciendo el Sistema Nacional de Áreas Naturales Protegidas por el Estado (SINANPE) con la coordinación de SERNANP y promoviendo la participación del sector privado en la gestión ambiental. Su protección asegura la continuidad de los servicios ecosistémicos que el bosque provee, como la regulación hídrica, la protección de suelos y el mantenimiento de la calidad del aire.